# Oslip
Oslip è un comune austriaco di 1 250 abitanti nel distretto di Eisenstadt-Umgebung, in Burgenland. Abitato anche da croati del Burgenland, è un comune bilingue; il suo nome in croato è Uzlop.